# أكيهيرو موراياما
أكيهيرو موراياما (باليابانية: 村山暁洋) هو فنان قتال مختلط ياباني، ولد في 29 مارس 1980 في ماتسوموتو في اليابان.

## وصلات خارجية
- أكيهيرو موراياما على موقع JudoInside.com (الإنجليزية)
- أكيهيرو موراياما على موقع شيردوغ (الإنجليزية)